# سیبل هو
سیبل هو (انگلیسی: Sibelle Hu؛ زادهٔ ۴ مهٔ ۱۹۵۸) بازیگر، خواننده و مجری تلویزیون اهل تایوان است.
از فیلم‌های او می‌توان به بازرسان دامن‌پوش اشاره کرد.